# 18 de Mayo
18 de Mayo (en espagnol : Dieciocho de Mayo) est une ville nouvelle et une municipalité de l'Uruguay, créée en 2017, appartenant au département de Canelones. Située dans la partie méridionale du pays, elle est voisine des villes résidentielles de Las Piedras et de Progreso participant activement à l'aire métropolitaine de Montevideo.
Sa population, de 21 361 habitants en 2011, en fait une des villes-dortoirs en pleine expansion dans son département.

## Géographie
La ville nouvelle de 18 de Mayo est située dans le sud-ouest du département de Canelones entre les villes de Las Piedras et de Progreso distantes chacune de 2 kilomètres de la ville centre.
Elle est entourée par quatre villes. Las Piedras et Progreso ont un bâti urbain continu avec la ville centre de 18 de Mayo. La municipalité est située au sud et sud-est de Progreso, à l'est, nord-est et nord de Las Piedras, à l'ouest de Toledo et au sud-ouest de Sauce.
Appartenant à l'aire métropolitaine de Montevideo, cette cité-dortoir se trouve à 20 kilomètres au nord-est de la capitale nationale Montevideo par la route 5, à 22 kilomètres au sud de la capitale administrative du département Canelones et à 23 kilomètres de Ciudad de la Costa où se trouve l'aéroport international de Carrasco au sud-est.
Par rapport aux grandes villes du pays, elle est située à 117 kilomètres à l'ouest de Maldonado, une station balnéaire sur la côte atlantique, et à 403 kilomètres au sud-est de Salto, une des plus grandes villes de l'Uruguay.
Issue de la partition urbaine sur les territoires des municipalités de Las Piedras et de Progreso, la nouvelle ville est divisée en quatorze quartiers : Villa Foresti, El Dorado, Vista Linda, San Francisco, Villa Esperanza, Villa Alegría, San Isidro, Villa Regina, Villa Cristina, San Marcos, El Dorado Chico, El Santo, San Francisco Chico et San Francisco Nuevo.

## Toponyme
Le nom de la ville 18 de Mayo (en espagnol : Dieciocho de Mayo) se réfère à la célèbre bataille de Las Piedras qui eut lieu le 18 mai 1811 et mit fin à la dépendance de la Couronne espagnole.

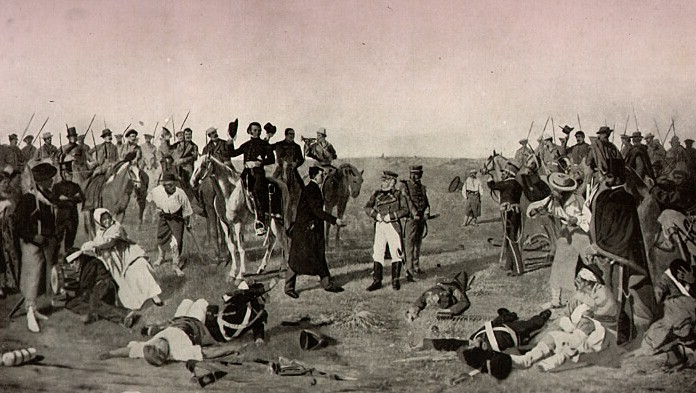
La bataille de Las Piedras en Uruguay.

## Historique sommaire
Après un processus d'évaluation à un niveau départemental, cette nouvelle municipalité est créée officiellement le 15 mars 2013.
Elle est formée par la réunion de plusieurs quartiers appartenant jusqu'à sa création aux municipalités de Las Piedras et de Progreso, dans le secteur de la route 5 : Villa Alegria, Vista Linda, El Dorado, San Francisco, Villa Cristina, San Isidro, El Dorado Chico et Villa Foresti.
Une réflexion est menée à un niveau politique et local pour donner à ce secteur peuplé un statut de ville.
La ville nouvellement créée de 18 de Mayo a été déclarée comme telle par la loi 19543 du 20 octobre 2017. Sa création provient des fractions urbaines issues des développements résidentiels entre les villes de Las Piedras, au sud, et de Progreso, au nord.
Cette nouvelle ville fut créée prévisionnellement lors de la formation de la Municipalité de 18 de Mayo dans cette zone.

## Population
Selon le recensement de 2011, la nouvelle municipalité de 18 de Mayo affiche une population de 21 361 habitants,,.